# Temporada 2007 del Campeonato Mundial de Supersport

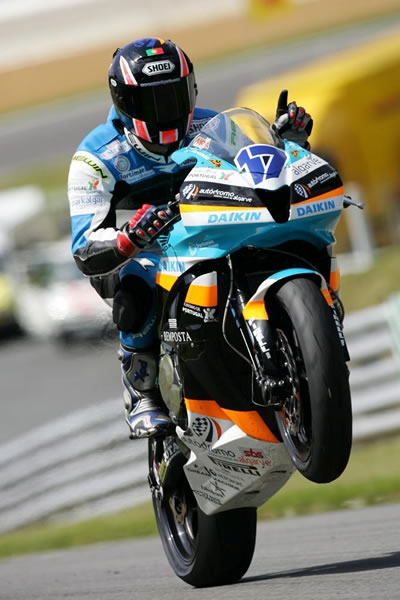
Miguel Praia en el circuito de Brands Hatch (2007)

La Temporada 2007 del Campeonato Mundial de Supersport fue la novena temporada del Campeonato Mundial de Supersport, pero la decimoprimera teniendo en cuenta las dos celebradas bajo el nombre de Serie Mundial de Supersport. La temporada comenzó el 24 de febrero en Losail y terminó el 7 de octubre en Magny-Cours después de 13 rondas.
Kenan Sofuoğlu ganó el campeonato de pilotos con un récord de 8 victorias. Honda ganó el campeonato de constructores.

## Calendario y resultados
| Ronda | Fecha            | Ronda           | Circuito       | Pole position         | Vuelta Rápida         | Piloto Ganador |
| ----- | ---------------- | --------------- | -------------- | --------------------- | --------------------- | -------------- |
| 1     | 24 de febrero    | Catar           | Losail         | Kevin Curtain         | Sébastien Charpentier | Kenan Sofuoğlu |
| 2     | 4 de marzo       | Australia       | Phillip Island | Fabien Foret          | Sébastien Charpentier | Fabien Foret   |
| 3     | 1 de abril       | Europa          | Donington Park | Pere Riba             | Katsuaki Fujiwara     | Kenan Sofuoğlu |
| 4     | 15 de abril      | España          | Valencia       | Kenan Sofuoğlu        | Katsuaki Fujiwara     | Kenan Sofuoğlu |
| 5     | 29 de abril      | Países Bajos    | Assen          | Kenan Sofuoğlu        | Kenan Sofuoğlu        | Kenan Sofuoğlu |
| 6     | 13 de mayo       | Italia          | Monza          | Kenan Sofuoğlu        | Kenan Sofuoğlu        | Kenan Sofuoğlu |
| 7     | 27 de mayo       | Reino Unido     | Silverstone    | Sébastien Charpentier | Anthony West          | Anthony West   |
| 8     | 17 de junio      | San Marino      | Misano         | Broc Parkes           | Anthony West          | Anthony West   |
| 9     | 22 de julio      | República Checa | Brno           | Kenan Sofuoğlu        | Kenan Sofuoğlu        | Kenan Sofuoğlu |
| 10    | 5 de agosto      | Reino Unido     | Brands Hatch   | Sébastien Charpentier | Broc Parkes           | Broc Parkes    |
| 11    | 9 de septiembre  | Alemania        | Lausitz        | Sébastien Charpentier | Kenan Sofuoğlu        | Broc Parkes    |
| 12    | 30 de septiembre | Italia          | Vallelunga     | Craig Jones           | Kenan Sofuoğlu        | Kenan Sofuoğlu |
| 13    | 7 de octubre     | Francia         | Magny-Cours    | Kenan Sofuoğlu        | Kenan Sofuoğlu        | Kenan Sofuoğlu |

## Pilotos y equipos
| No  | Piloto                | Equipo                        | Moto            | Neumático |
| --- | --------------------- | ----------------------------- | --------------- | --------- |
| 3   | Jason O'Halloran      | Yamaha World SSP Racing T.    | Yamaha YZF-R6   | P         |
| 4   | Lorenzo Alfonsi       | Althea Honda Team             | Honda CBR600RR  | P         |
| 7   | Pere Riba             | Team Gil Motor Sport          | Kawasaki ZX-6R  | P         |
| 8   | Chris Peris           | Yamaha-Moto 1                 | Yamaha YZF-R6   | P         |
| 9   | Fabien Foret          | Team Gil Motor Sport          | Kawasaki ZX-6R  | P         |
| 10  | Arturo Tizón          | Yamaha Spain                  | Yamaha YZF-R6   | P         |
| 11  | Kevin Curtain         | Yamaha World SSP Racing T.    | Yamaha YZF-R6   | P         |
| 12  | Javier Forés          | HP Racing                     | Honda CBR600RR  | P         |
| 14  | Anthony West          | Yamaha World SSP Racing T.    | Yamaha YZF-R6   | P         |
| 15  | Andrew Pitt           | Hannspree Ten Kate Honda      | Honda CBR600RR  | P         |
| 16  | Sébastien Charpentier | Hannspree Ten Kate Honda      | Honda CBR600RR  | P         |
| 17  | Miguel Praia          | Racing Team Parkalgar         | Honda CBR600RR  | P         |
| 18  | Craig Jones           | Revè Ekerold Honda Racing     | Honda CBR600RR  | P         |
| 21  | Katsuaki Fujiwara     | Althea Honda Team             | Honda CBR600RR  | P         |
| 23  | Broc Parkes           | Yamaha World SSP Racing T.    | Yamaha YZF-R6   | P         |
| 25  | Tatu Lauslehto        | Intermoto Czech               | Honda CBR600RR  | P         |
| 26  | Joan Lascorz          | Glaner Motocard.com           | Honda CBR600RR  | P         |
| 31  | Vesa Kallio           | Pioneer Hoegee Suzuki Racing  | Suzuki GSX-R600 | P         |
| 32  | Yoann Tiberio         | Stiggy Motorsport Honda       | Honda CBR600RR  | P         |
| 34  | Davide Giugliano      | Lightspeed Kawasaki Supp.     | Kawasaki ZX-6R  | P         |
| 35  | Gilles Boccolini      | Team PMS Kawasaki Supported   | Kawasaki ZX-6R  | P         |
| 37  | William De Angelis    | Intermoto Czech               | Honda CBR600RR  | P         |
| 38  | Gregory Leblanc       | Vazy Racing Team              | Honda CBR600RR  | P         |
| 39  | David Forner          | Yamaha Spain                  | Yamaha YZF-R6   | P         |
| 44  | David Salom           | Yamaha Spain                  | Yamaha YZF-R6   | P         |
| 45  | Gianluca Vizziello    | RG Team                       | Yamaha YZF-R6   | P         |
| 46  | Jesco Günther         | CRS Grand Prix                | Honda CBR600RR  | P         |
| 54  | Kenan Sofuoğlu        | Hannspree Ten Kate Honda      | Honda CBR600RR  | P         |
| 55  | Massimo Roccoli       | Yamaha Lorenzini by Leoni     | Yamaha YZF-R6   | P         |
| 58  | Tomas Miksovsky       | Intermoto Czech               | Honda CBR600RR  | P         |
| 60  | Vladimir Ivanov       | Vector Racing Team            | Yamaha YZF-R6   | P         |
| 69  | Gianluca Nannelli     | Team Caracchi Ducati SC       | Ducati 749R     | P         |
| 73  | Yves Polzer           | LBR Racing Team               | Ducati 749R     | P         |
| 77  | Barry Veneman         | Pioneer Hoegee Suzuki Racing  | Suzuki GSX-R600 | P         |
| 81  | Matthieu Lagrive      | Intermoto Czech               | Honda CBR600RR  | P         |
| 88  | Gergo Talmacsi        | Vector Racing Team            | Yamaha YZF-R6   | P         |
| 91  | Christian Kellner     | LBR Racing Team               | Ducati 749R     | P         |
| 94  | David Checa           | Yamaha - GMT 94               | Yamaha YZF-R6   | P         |
| 96  | Nikola Milovanovic    | Team Benjan Motoren           | Honda CBR600RR  | P         |
| 99  | Steve Martin          | Yamaha World SSP Racing T.    | Yamaha YZF-R6   | P         |
| 100 | Alessio Brugnoni      | Team Caracchi Ducati SC       | Ducati 749R     | P         |
| 116 | Simone Sanna          | Racing Team Parkalgar         | Honda CBR600RR  | P         |
| 121 | Arnaud Vincent        | Tati Team Beaujolais Racing   | Yamaha YZF-R6   | P         |
| 125 | Joshua Brookes        | Stiggy Motorsport Honda       | Honda CBR600RR  | P         |
| 127 | Robbin Harms          | Stiggy Motorsport Honda       | Honda CBR600RR  | P         |
| 169 | Julien Enjolras       | Tati Team Beaujolais Racing   | Yamaha YZF-R6   | P         |
| 194 | Sébastien Gimbert     | Yamaha - GMT 94               | Yamaha YZF-R6   | P         |
| 196 | Sascha Hommel         | Team Benjan Motoren           | Honda CBR600RR  | P         |
| 5   | Alessio Velini        | RG Team                       | Yamaha YZF-R6   | P         |
| 28  | Arie Vos              | Hanns-G J&E Sport TKR Honda   | Honda CBR600RR  | P         |
| 29  | Joan Veijer           | Duntep Racing Team            | Honda CBR600RR  | P         |
| 41  | Javier Hidalgo        | Hidalva Team                  | Honda CBR600RR  | P         |
| 74  | Judd Greedy           | Sunstate Racing               | Honda CBR600RR  | P         |
| 75  | Chris Seaton          | Electro Regenesis Racing      | Yamaha YZF-R6   | P         |
| 78  | Radomil Rous          | KRTZ IV                       | Yamaha YZF-R6   | P         |
| 79  | Michal Filla          | KRTZ IV                       | Yamaha YZF-R6   | P         |
| 80  | Alessandro Brannetti  | WCR Bike Service by Temerario | Yamaha YZF-R6   | P         |
| 82  | Adrian Bonastre       | Yamaha Factory                | Yamaha YZF-R6   | P         |
| 92  | Ghisbert Van Ginhoven | Fabricom MCT Racing           | Ducati 749R     | P         |
| 112 | Stefano Cruciani      | Improve Racing Team           | Honda CBR600RR  | P         |

| Leyenda         |
| --------------- |
| Piloto Invitado |

## Estadísticas

### Campeonato de pilotos
| Pos. | Piloto                | Moto     | QAT | AUS | EUR | ESP | NED | ITA | GBR | SMR | CZE | GBR | GER | ITA | FRA | Pts |
| ---- | --------------------- | -------- | --- | --- | --- | --- | --- | --- | --- | --- | --- | --- | --- | --- | --- | --- |
| 1    | Kenan Sofuoğlu        | Honda    | 1   | 2   | 1   | 1   | 1   | 1   | Ret | 3   | 1   | 2   | 2   | 1   | 1   | 276 |
| 2    | Broc Parkes           | Yamaha   | Ret | 3   |     | 5   | Ret | Ret | Ret | 2   | 13  | 1   | 1   | 4   | 2   | 133 |
| 3    | Fabien Foret          | Kawasaki | 4   | 1   | Ret | 4   | 3   | 2   | 4   | Ret | 3   | 6   | Ret | 14  | Ret | 128 |
| 4    | Katsuaki Fujiwara     | Honda    | 3   | 5   | 3   | 18  | Ret | 6   | 3   | 8   | 6   | Ret | Ret | 10  | 8   | 101 |
| 5    | Craig Jones           | Honda    | 12  | 14  | 4   | 10  | 20  | Ret | Ret | Ret | 2   | Ret | 4   | 2   | 3   | 94  |
| 6    | Massimo Roccoli       | Yamaha   | 7   | 26  | 8   | 7   | 14  | 11  | Ret | 4   | 4   | 3   | 7   | Ret | 10  | 90  |
| 7    | Robbin Harms          | Honda    | 6   | 7   | 2   | DNS | DNS | Ret | 2   | 5   | Ret | 4   | DNS |     |     | 83  |
| 8    | Barry Veneman         | Suzuki   | 9   | 8   | 14  | Ret | 4   | 5   | 10  | 13  | 10  | 8   | 10  | Ret | 23  | 70  |
| 9    | Anthony West          | Yamaha   |     |     |     |     |     | 3   | 1   | 1   |     |     |     |     |     | 66  |
| 10   | Gianluca Vizziello    | Yamaha   | 15  | Ret | 12  | 11  | 18  | 20  | 5   | 9   | Ret | 11  | 13  | 5   | 4   | 60  |
| 11   | Sébastien Charpentier | Honda    | Ret | 4   |     |     | 6   | Ret | Ret | 10  | 8   | DSQ | 9   | 9   | Ret | 51  |
| 12   | David Checa           | Yamaha   | 23  | 18  | 9   | 14  | 7   | 14  | Ret | Ret | 7   | 17  | 6   | 15  | 6   | 50  |
| 13   | Gianluca Nannelli     | Ducati   | 8   | Ret | 10  | 3   | Ret | 4   | DNS |     | 15  | Ret | 11  | DNS |     | 49  |
| 14   | Matthieu Lagrive      | Honda    |     | Ret | Ret | DNS |     | Ret | 6   | 12  | Ret | 10  | 3   | 6   |     | 46  |
| 15   | Lorenzo Alfonsi       | Honda    | 13  | 9   | Ret | 13  | 11  | 8   | 8   | 16  | 14  | 7   | Ret | Ret | 17  | 45  |
| 16   | Simone Sanna          | Honda    | 31  | 21  | 5   | Ret | 13  | 10  | Ret | 6   | Ret | Ret | 14  | 8   | 13  | 43  |
| 17   | Andrew Pitt           | Honda    |     |     |     | 2   | 2   |     |     |     |     |     |     |     |     | 40  |
| 18   | Joan Lascorz          | Honda    | Ret | Ret | Ret | 8   | Ret | 15  | 15  | 17  | 17  | 12  | 8   | 3   | 22  | 38  |
| 19   | Pere Riba             | Kawasaki | 5   | 6   | 15  | Ret | 12  | 12  | Ret | Ret | 25  | 9   | 17  | Ret | Ret | 37  |
| 20   | Sébastien Gimbert     | Yamaha   | Ret | 13  | 11  | 15  | Ret | 17  | 12  | 14  | 9   | 13  | 12  | 13  | 11  | 37  |
| 21   | David Salom           | Yamaha   | 14  | 15  | 13  | 6   | 5   | 9   | 17  | Ret | 21  | 24  | 20  | Ret | Ret | 34  |
| 22   | Tommy Hill            | Yamaha   |     |     |     |     |     |     |     |     |     | 5   | 5   | Ret | 5   | 33  |
| 23   | Vesa Kallio           | Suzuki   | 10  | Ret | Ret | 9   | 8   | 13  | Ret | Ret | 11  | Ret | 24  | 12  | 21  | 33  |
| 24   | Yoann Tiberio         | Honda    | Ret | 10  | 7   | Ret | 22  | 7   | Ret | 11  |     |     |     |     |     | 29  |
| 25   | Kevin Curtain         | Yamaha   | 2   | 11  |     | Ret |     |     |     |     |     |     |     |     |     | 25  |
| 26   | Javier Forés          | Honda    | 11  | Ret | 17  | 17  | 19  | Ret | 7   | 7   | 18  | 16  | Ret | Ret | Ret | 23  |
| 27   | Davide Giugliano      | Kawasaki | 20  | Ret | 6   | 12  | 9   | DNS | Ret | Ret | 20  |     |     |     |     | 21  |
| 28   | Josh Brookes          | Honda    |     |     |     |     |     |     |     |     | 5   | Ret | 16  | Ret | 7   | 20  |
| 29   | Gregory Leblanc       | Honda    | Ret | 12  | Ret | DNS |     | Ret | 14  | 18  | 16  | 14  | 18  | Ret | 9   | 15  |
| 30   | Arne Tode             | Honda    |     |     |     |     |     |     |     |     |     |     |     | 7   | 12  | 13  |
| 31   | Julien Enjolras       | Yamaha   | Ret | Ret |     | 25  | 24  | 19  | 9   | 22  | 22  | DNS | 22  | Ret | 19  | 7   |
| 32   | Steve Martin          | Yamaha   |     |     |     |     | 10  |     |     |     |     |     |     |     |     | 6   |
| 33   | Graeme Gowland        | Honda    |     |     |     |     |     |     |     |     |     | 19  | 21  | 11  |     | 5   |
| 34   | Miguel Praia          | Honda    | 19  | 24  | 20  | 21  | Ret | 21  | 11  | 21  | Ret | 21  | Ret | Ret | Ret | 5   |
| 35   | Jason O'Halloran      | Yamaha   |     |     |     |     |     |     |     |     | 12  |     |     |     |     | 4   |
| 36   | Jesco Günther         | Honda    | 22  | 25  | 21  | Ret | 25  | 24  | 13  | Ret | Ret | 23  | Ret |     |     | 3   |
| 37   | Kenny Foray           | Honda    |     |     |     |     |     |     |     |     |     |     |     |     | 14  | 2   |
| 38   | David Perret          | Kawasaki |     |     |     |     |     |     |     |     |     |     |     |     | 15  | 1   |
| 39   | Stefan Nebel          | Kawasaki |     |     |     |     |     |     |     |     |     |     | 15  | 16  | 16  | 1   |
| 40   | Mauro Sanchini        | Honda    |     |     |     |     |     |     |     |     |     | 15  | Ret |     | Ret | 1   |
| 41   | Gilles Boccolini      | Kawasaki | Ret | 20  | 18  | 16  | Ret | Ret | Ret | 15  | Ret | 18  | Ret | 18  | 18  | 1   |
| 42   | Arie Vos              | Honda    |     |     |     |     | 15  |     |     |     |     |     |     |     |     | 1   |
| Pos. | Piloto                | Moto     | QAT | AUS | EUR | ESP | NED | ITA | GBR | SMR | CZE | GBR | GER | ITA | FRA | Pts |

| Color     | Resultado                                                               |
| --------- | ----------------------------------------------------------------------- |
| Oro       | Ganador                                                                 |
| Plata     | 2.ª plaza                                                               |
| Bronce    | 3.ª plaza                                                               |
| Verde     | Finalizó en los puntos                                                  |
| Azul      | Finalizó sin puntos                                                     |
| Azul      | NC - No clasificado                                                     |
| Violeta   | Ret - No terminó (Carrera)                                              |
| Rojo      | DNQ - No se clasificó                                                   |
| Negro     | DSQ - Descalificado                                                     |
| Blanco    | DNS - No empezó (carrera)                                               |
| Blanco    | WD - Retirado (fin de semana)                                           |
| Blanco    | C - Carrera cancelada                                                   |
| Sin color | DNP - Inscrito pero no participó                                        |
| Sin color | INJ - Lesionado                                                         |
| Sin color | EX - Excluido                                                           |
| Estado    | Resultado                                                               |
| Negrita   | Pole position                                                           |
| Cursiva   | Vuelta rápida                                                           |
| †         | Abandona, pero clasifica al completar el porcentaje requerido para ello |

### Campeonato de constructores
| Campeonato de constructores 2007 | Campeonato de constructores 2007 | Campeonato de constructores 2007 | Campeonato de constructores 2007 | Campeonato de constructores 2007 | Campeonato de constructores 2007 | Campeonato de constructores 2007 | Campeonato de constructores 2007 | Campeonato de constructores 2007 | Campeonato de constructores 2007 | Campeonato de constructores 2007 | Campeonato de constructores 2007 | Campeonato de constructores 2007 | Campeonato de constructores 2007 | Campeonato de constructores 2007 | Campeonato de constructores 2007 |
| Pos.                             | Constructor                      | QAT                              | AUS                              | EUR                              | ESP                              | NED                              | ITA                              | GBR                              | SMR                              | CZE                              | GBR                              | GER                              | ITA                              | FRA                              | Pts                              |
| -------------------------------- | -------------------------------- | -------------------------------- | -------------------------------- | -------------------------------- | -------------------------------- | -------------------------------- | -------------------------------- | -------------------------------- | -------------------------------- | -------------------------------- | -------------------------------- | -------------------------------- | -------------------------------- | -------------------------------- | -------------------------------- |
| 1                                | Honda                            | 1                                | 2                                | 1                                | 1                                | 1                                | 1                                | 2                                | 3                                | 1                                | 2                                | 2                                | 1                                | 1                                | 296                              |
| 2                                | Yamaha                           | 2                                | 3                                | 8                                | 5                                | 5                                | 3                                | 1                                | 1                                | 4                                | 1                                | 1                                | 4                                | 2                                | 228                              |
| 3                                | Kawasaki                         | 4                                | 1                                | 6                                | 4                                | 3                                | 2                                | 4                                | 15                               | 3                                | 6                                | 15                               | 14                               | 15                               | 141                              |
| 4                                | Suzuki                           | 9                                | 8                                | 14                               | 9                                | 4                                | 5                                | 10                               | 13                               | 10                               | 8                                | 10                               | 12                               | 21                               | 81                               |
| 5                                | Ducati                           | 8                                | 23                               | 10                               | 3                                | 28                               | 4                                | 19                               | Ret                              | 15                               | Ret                              | 11                               | 17                               |                                  | 49                               |
| Pos.                             | Constructor                      | QAT                              | AUS                              | EUR                              | ESP                              | NED                              | ITA                              | GBR                              | SMR                              | CZE                              | GBR                              | GER                              | ITA                              | FRA                              | Pts                              |